# 銀座磚瓦街
銀座磚瓦街（日语：／ Ginza Rengagai */?），西方稱作銀座磚城（Ginza Bricktown），為日本最早的歐美式街道:14，是1872年銀座大火後，明治政府以「都市防火化」為目標、而在東京銀座修築而成，並因其建材中使用了燒製磚瓦（煉瓦）而得名。這座市街乃日本首宗將西方都市防火觀念引進城市建設中的案例:109，也被視作日本明治維新時期的代表工程及文明開化象徵建設:56，但在1923年關東大地震期間被震毀。

## 背景
1872年2月，一場從和田倉門附近地帶燃起的大規模火災席捲了銀座、築地一帶約95公頃大的地區，作為鐵路終點站所在地的東京玄關——新橋也有災情。有鑑於此次災難，也為了替1869年以降、使東京取代京都作為首都的整備計畫舖路，而在1872年實施了最初的都市計劃，師法歐美以磚、石等防火建材建造城市樓房的策略，著手進行改造計畫。該計畫的重點建設正是「銀座磚瓦街」，而計畫核心人物則為時任東京府知事由利公正及代理大藏卿井上馨:108。
同年3月，東京府府廳發布了〈磚瓦建築之御趣意告諭〉（れんが家屋建築、御趣旨告諭），指出「...為免火災…此程類燒之各町、道路幅員需取擴、家屋全然以磚瓦石儘速著手建築...」:108，3月22日時又發出另一份公告，表示將以地券收購遭到焚毀的地段、進行區劃重整之後再以舊價售與原地主。但由於土地評價的問題，使得收購計畫無法順利進行。原本的營建工程是預計在大藏省的監督下由東京府執行，但在由利公正的決定下，岩倉使節團也參加了計劃，並由大藏省建設局主導[註1]。當時銀座磚瓦街的營建模式是以官營[註2]為主、並委託當時替明治政府擔任外籍顧問的英國建築師——湯馬士·華達士設計及指導。然而政府同時也認可私營模式（民間自費興建）的加入:22-23,25。

## 興建
明治政府敲定了銀座磚街的計劃後，難以在市面上取得適合做為建材、並且符合工程需求量的磚塊:15。因此華達士決定將德國工程師佛德烈曲·霍夫曼發明的霍夫曼窯引入日本:13，並在東京北部的小菅設立燒磚廠，由於廠內的窯室相連成環狀，故能使裝窯、燒成、冷卻等步驟得以不中斷地進行，進而得以大量產出銀座造街工程所需的紅磚:15。
磚瓦街的工事在1872年8月正式展開，其擁有兩項主軸環節：第一是以街道的路幅拓寬為重點實施重建，第二則是以防火效果較佳的磚瓦替沿街兩側的樓房舖設屋頂。政府耗資巨額經費——總預算的足足1/27，投入銀座磚瓦街的建設。1873年時在拓寬的街道兩邊已出現了兩層樓高的聯排洋房，一般認為倫敦的攝政街是這條新街道的參考典範:37。
第一期工程結束後，東京府開始將此期工程內完工的洋房出售，但因為屋價過高，而使得申請的市民很少。雖然因此放寬並後延了房屋費的繳納期限，但也因此使成本回收變得更加困難。一期工程之外的計劃中建設也縮減了工程規模，政府也因為面臨市民反彈，而被迫放棄木挽町以東的市街改造計畫，最後整個銀座磚瓦街於1877年全面竣工，僅有銀座通（今中央通）一帶為中心的市街得到改造:108。

## 設計

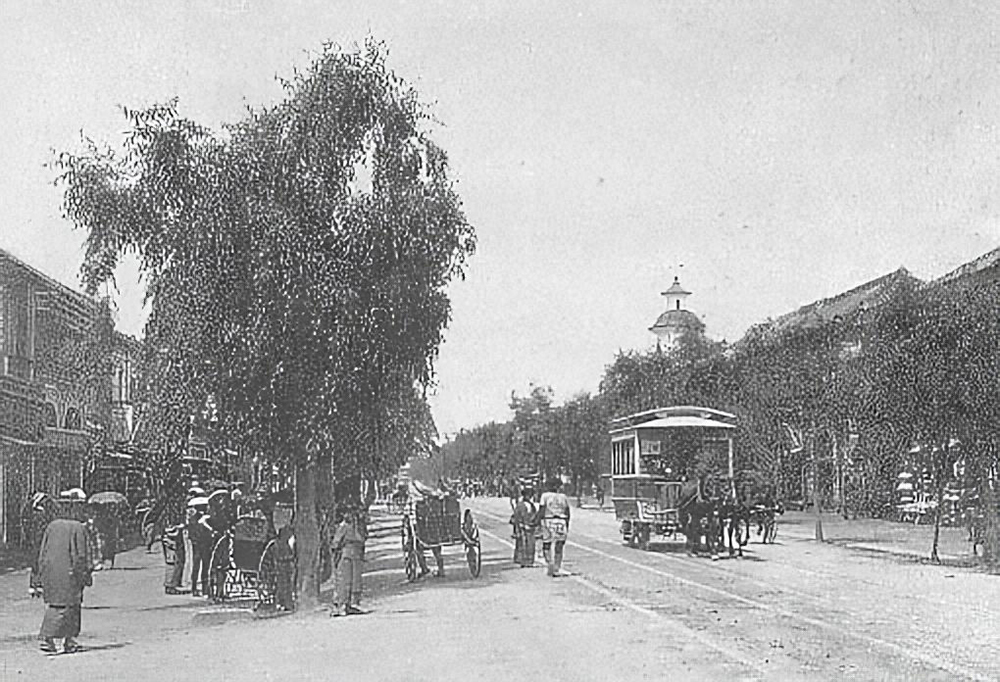
1880年代的銀座西式街道

完工時的銀座磚瓦街幹道從原本的12.6公尺拓寬至27公尺，約為原本路寬的兩倍，並且在車道的兩旁舖設了人行道、藉此實現了人車分流的設計。當時的人行道同樣由磚砌成，防止過路者的衣裝下襬在雨天時沾濕，車道的路面材質則為砂石。沿線設有煤氣路燈、增強夜間照明，以及遮陽用的櫻花樹、松樹和楓樹等行道樹:16。街道交錯排列成棋盤狀、劃分出方型的街區。
磚瓦大街兩邊的房屋採用喬治亞式建築的外觀，二樓的陽台由羅馬式圓柱架高，覆蓋了一樓的走廊和店面，形成了類似騎樓的設計，提供市民避雨行走的空間。初期的樓房建材除了磚瓦以外還包括石塊，但後者卻因為磚塊的量產而逐漸減少使用。建築支撐結構則是採用歐美式的木頭桁架:17。

## 使用情形

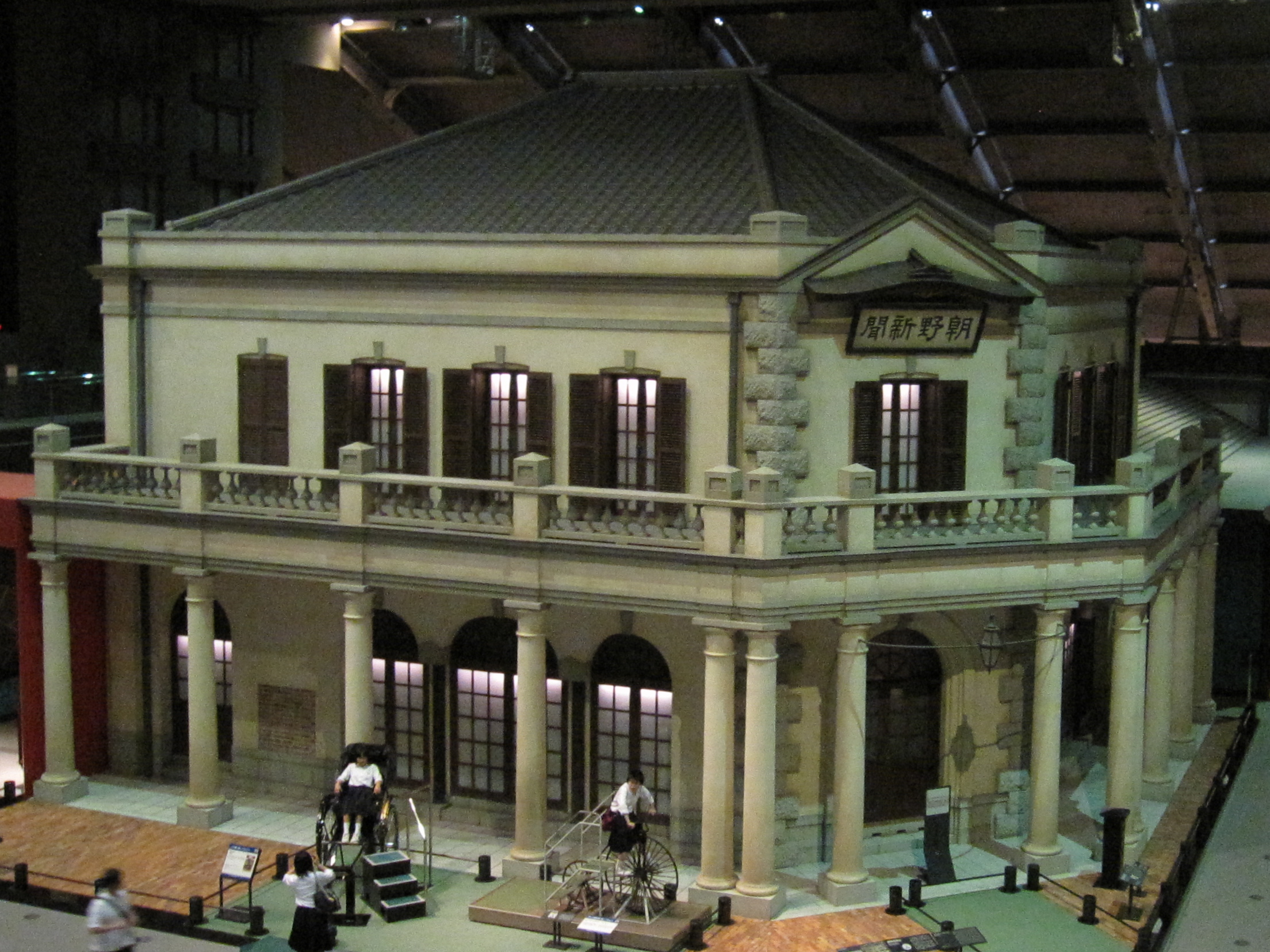
朝野新聞社辦公處是銀座磚瓦街的重要建築之一，該地後來成為和光百貨

當時除了價格不菲之外，一些諸如「住進了磚造建築，身體就會發青腫脹而斃命」的迷信說法也使得市民卻步，讓這些洋式磚屋在落成初期不得青睞，空置者相當多。但之後便有報社和進口品經銷商等類型的店家入駐，西服店、鐘錶行、家具店、西洋食堂和理髮廳也朝此聚集，逐漸升級成一個商圈、扮演了西洋文明之窗的角色，並發展成為當時的新興鬧區，超越了江戶時代的商業中心日本橋:41-43:18-19。
第一位搬入銀座磚瓦街的業主是大垣出身的平野豐次郎，他於1883年開設了平野茶店（銀座4丁目11番地，現址為三越百貨銀座店）。該店也是首家裝設了當代文明利器——電話的民間用戶，號碼為6號（1號至5號均為政府官廳機構）。木村屋麵包鋪與平野園共用同一地址。其對面曾是朝野新聞社的銀座4丁目辦公處舊址，之後服部鐘錶店買下了新聞社的用地、準備建造新分店，1895年時正式開店營業。服部鐘錶店的位置在後來設置了成為銀座象徴的和光百貨鐘樓。斜對面則是17世紀就已創立的老牌文具店——鳩居堂，販賣筆墨及香等各種傳統文具。

### 20世紀以後

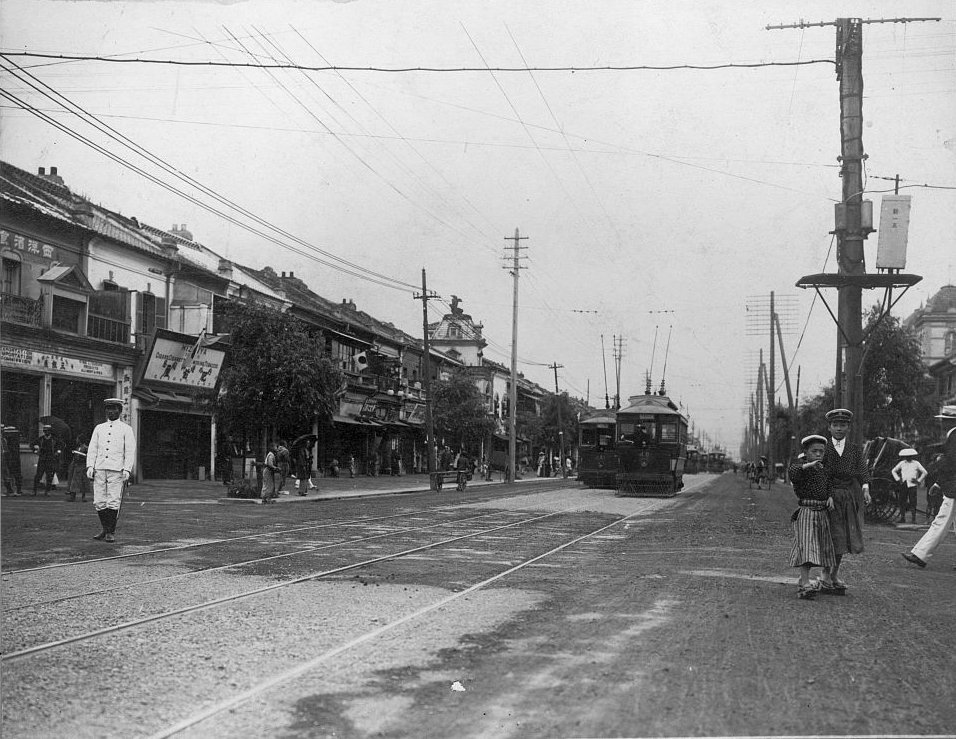
1905年竹川町，現在的銀座7丁目

進入了明治末期及大正時代以後，磚瓦街上的洋房逐漸被住戶與店家改為和式風格，房外掛上門簾，內部也添加了榻榻米等家具，覆蓋了原本的洋味。街邊的行道樹被換成了柳樹，成了銀座的新標誌，但在東京市市長後藤新平任內，為了拓寬車道的計畫，而決定改種銀杏當成新的行道樹樹種，原本的柳樹則在1921年被除去。

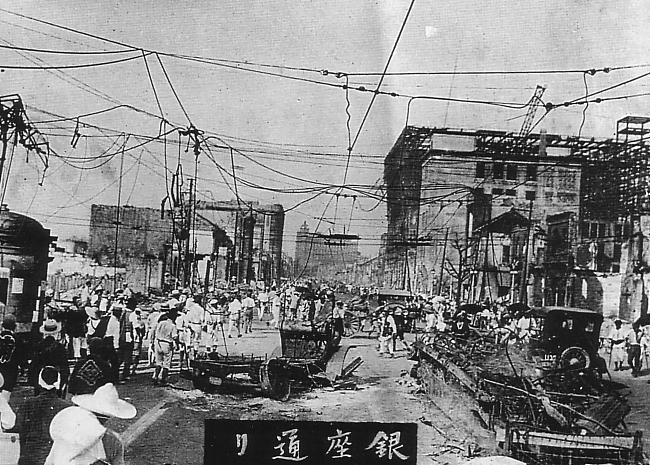
關東大地震後滿目瘡痍的銀座通

1923年9月發生關東大地震時，磚瓦砌成的建築物在強大的破壞力之下形成嚴重龜裂或崩塌，因震災引發的後續大火也把房內的木造裝潢物及地板通通焚毀。地震結束後，原本生氣蓬勃的銀座磚街上滿是瓦礫堆和殘破的聳立牆壁，以往風華蕩然無存，種植在平野園店前的、銀座最老的行道樹和其他的銀杏樹也都被燒掉[註3]。
不過關東大地震過去後，富裕的銀座地區的店家，立刻聯合起來著手進行復興計劃，搭建了許多臨時板屋，並於11月時同時開張。得益於鼎力支持，災後重建工作進展快速，1924年及1925年之後已有松坂屋、松屋等大型百貨公司進駐此地，1930年代到來之前，即重新榮登為日本最繁榮的市街之一。1932年時，柳樹再次成為銀座街頭的主力行道樹種，重新排列在大路沿線。
目前在江戶東京博物館中展示有銀座磚瓦街時代的建築物及街道模型，以及一段震災之後挖掘出土的紅磚瓦殘壁。